# FC Santboià
FC Santboià is een Spaanse voetbalclub uit Sant Boi de Llobregat in de regio Catalonië. De club heeft als thuisstadion het Estadi Municipal Joan Baptista Milà.

## Geschiedenis
In 1908 werd FC Santboià opgericht en de eerste jaren speelde de club in de Campionat de Catalunya de Segona Categoria. In 1956 debuteerde FC Santboià in de Tercera División. In 1961 degradeerde de club naar het amateurniveau. Na nog eens vijf periodes in de Tercera División (1968-1970, 1981-1985, 1987/1988, 1995-1999, 2000/2001) en evenveel degradaties speelde FC Santboià sinds 2004 in de Tercera División. In 2010 kon het via play-offs naar de Segunda División B promoveren, maar een jaar later volgde weer de degradatie naar de Tercera División. 

## Bekende spelers
- John Neeskens